# École de Rouen

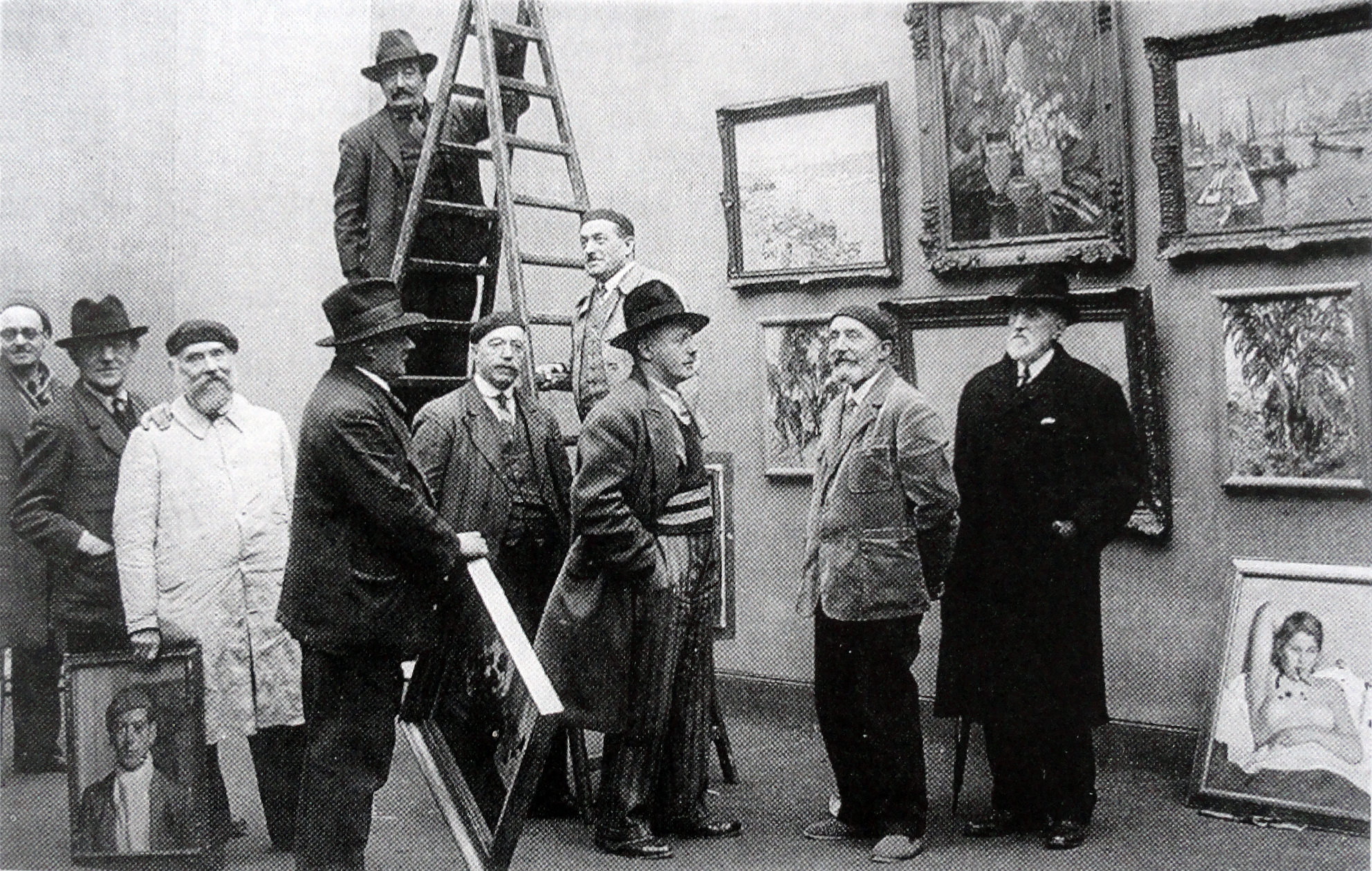
À l'accrochage du Salon des artistes rouennais, au musée des beaux-arts de Rouen en 1934. Photographie anonyme.

L'École de Rouen est l'expression utilisée pour regrouper sous une même étiquette des artistes ou artisans rouennais. Elle est aussi d'usage à propos de tout ensemble de productions originaire de la ville de Rouen, comme la faïence des XVIe et XVIIIe siècles.

## Le mouvement néo-impressionniste
Le terme « école de Rouen » est utilisé la première fois le 26 avril 1889 par Eugène Brieux dans le Nouvelliste de Rouen puis est repris en 1902 et 1910 par Arsène Alexandre à propos de quatre artistes, Joseph Delattre, Léon-Jules Lemaître, Charles Angrand et Charles Frechon, intéressés par le postimpressionnisme et le néo-impressionnisme (et particulièrement le pointillisme de Seurat) vers la fin des années 1880.
Une deuxième génération, avec entre autres Robert Pinchon et Pierre Dumont, en relation avec les mouvements fauves et cubistes, a aussi été évoquée par la critique.

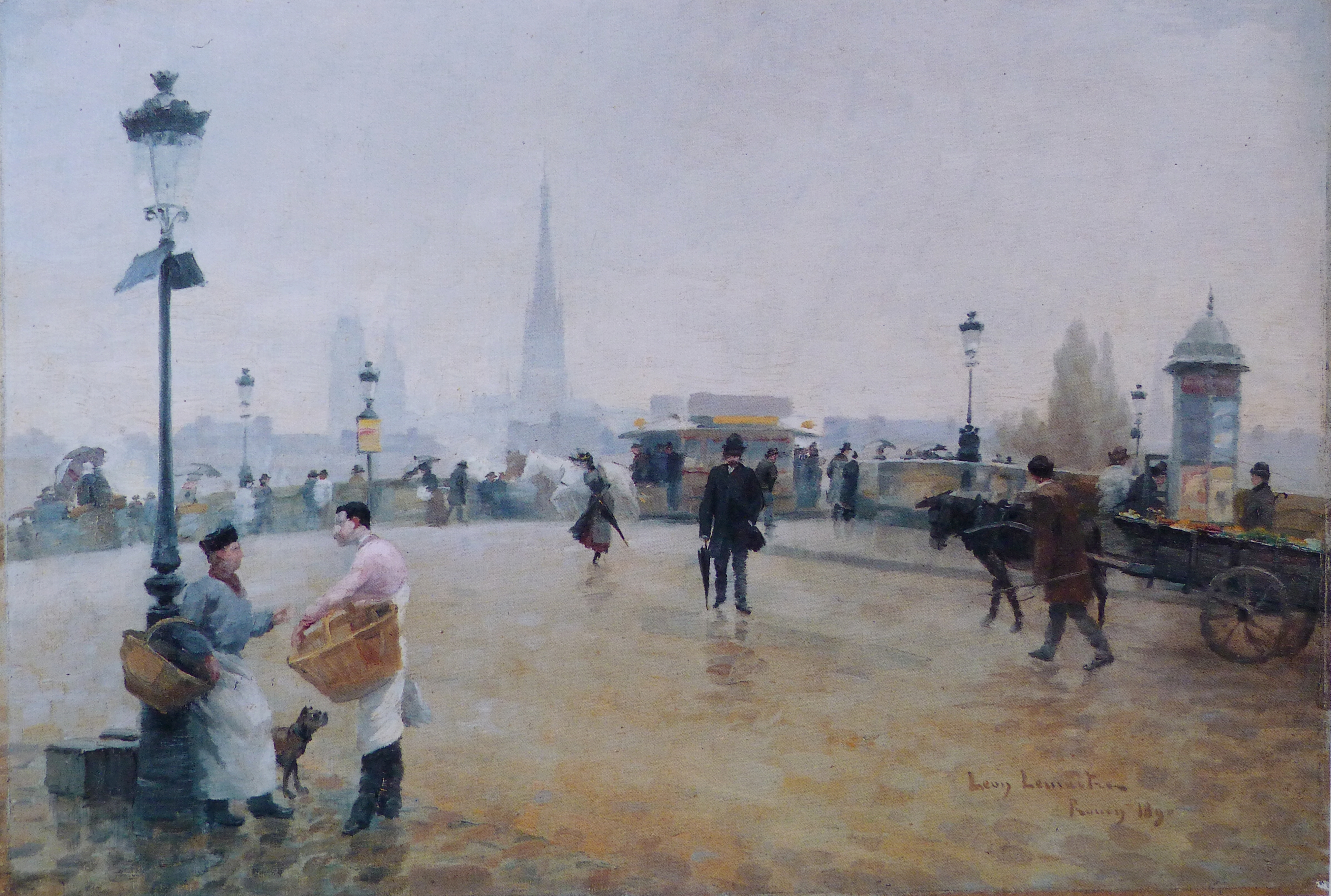
Léon-Jules Lemaître, Le Pont Corneille (1890), musée de Louviers.
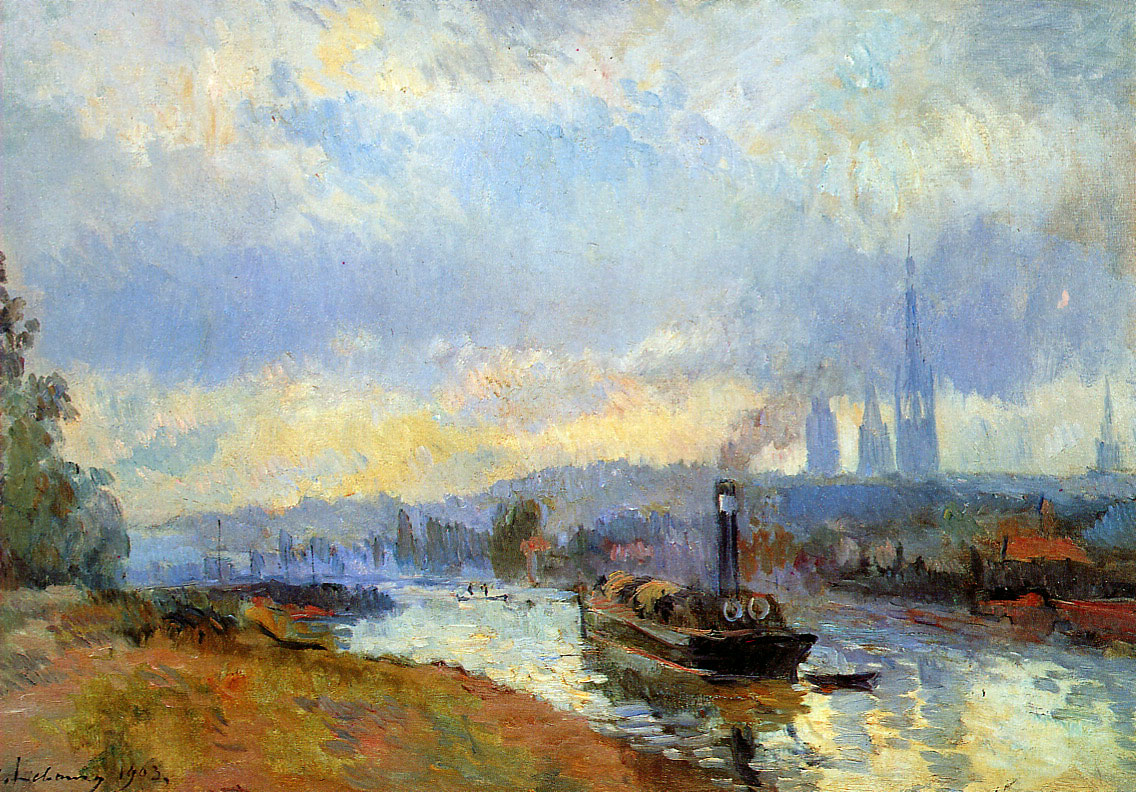
Albert Lebourg, Deux bateaux à Rouen (1900), localisation inconnue.
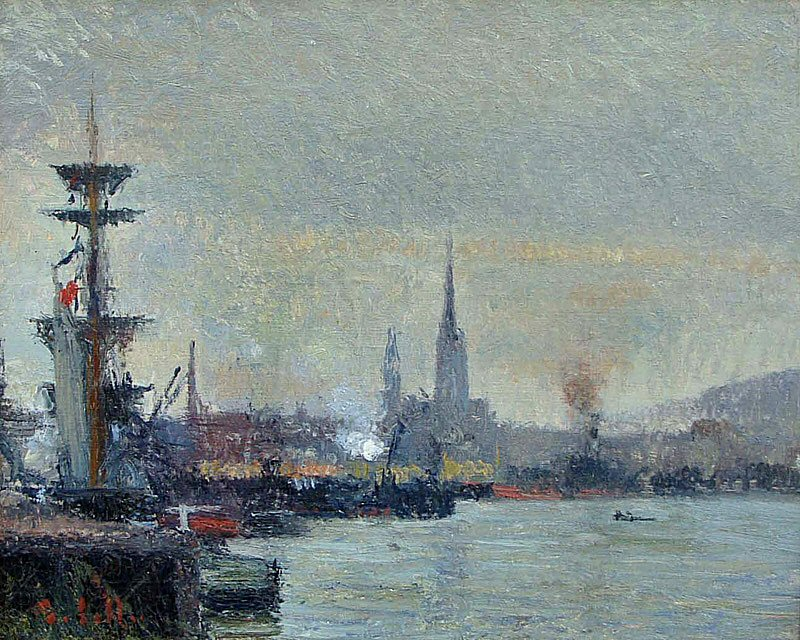
Joseph Delattre, Le Port de Rouen (XIXe siècle), localisation inconnue.
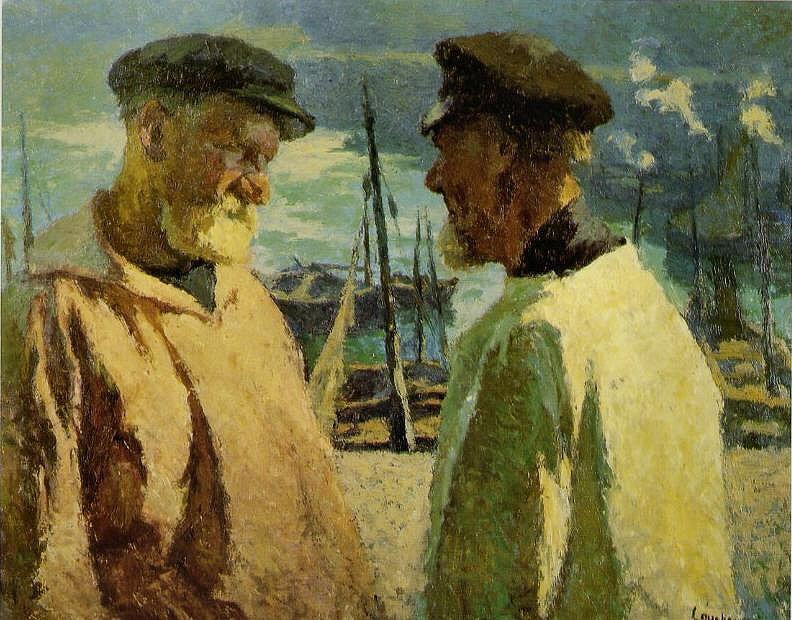
Marcel Couchaux, Pêcheurs à Honfleur (1920), localisation inconnue.
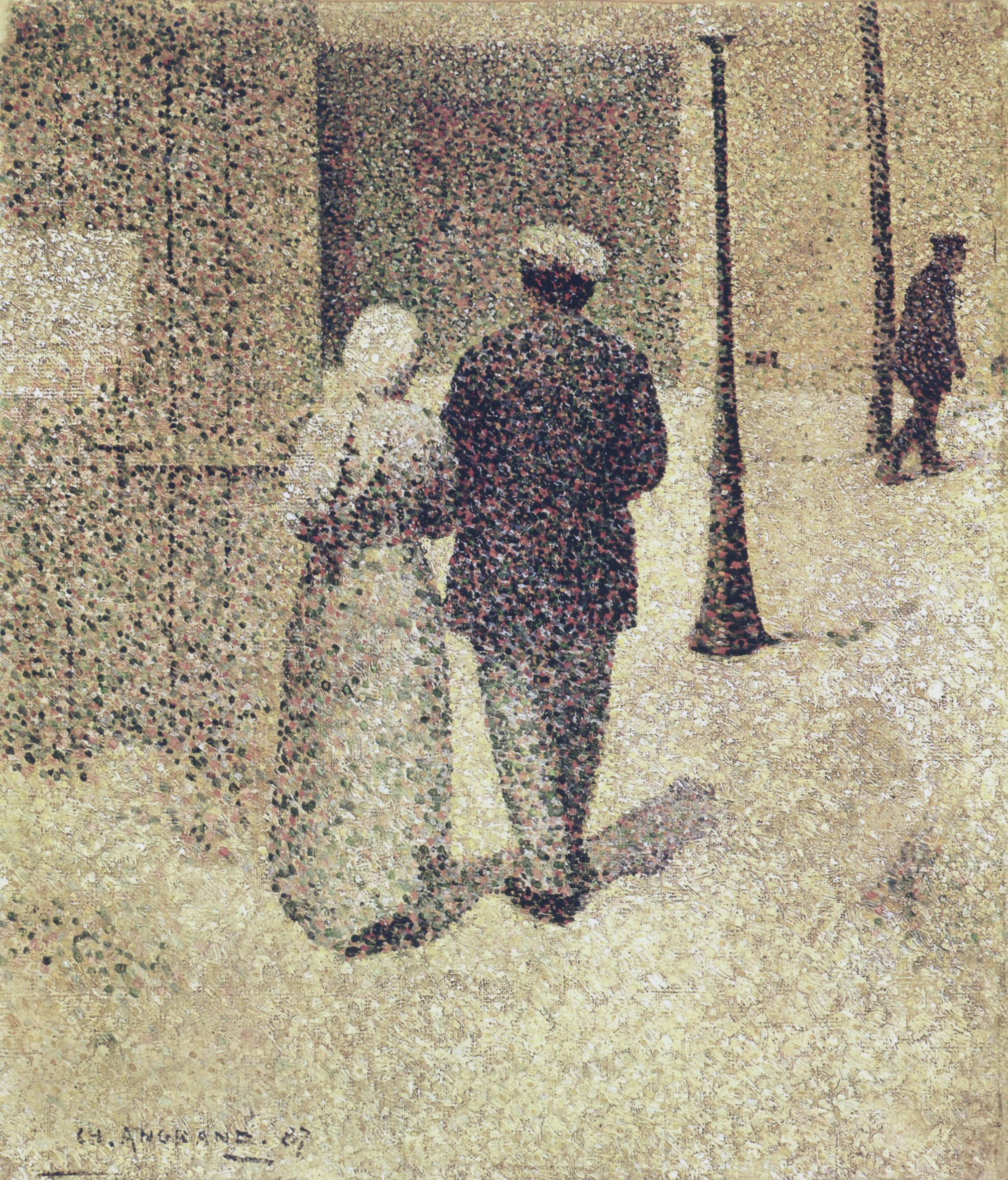
Charles Angrand, Couple dans la rue (1887), Paris, musée d'Orsay.
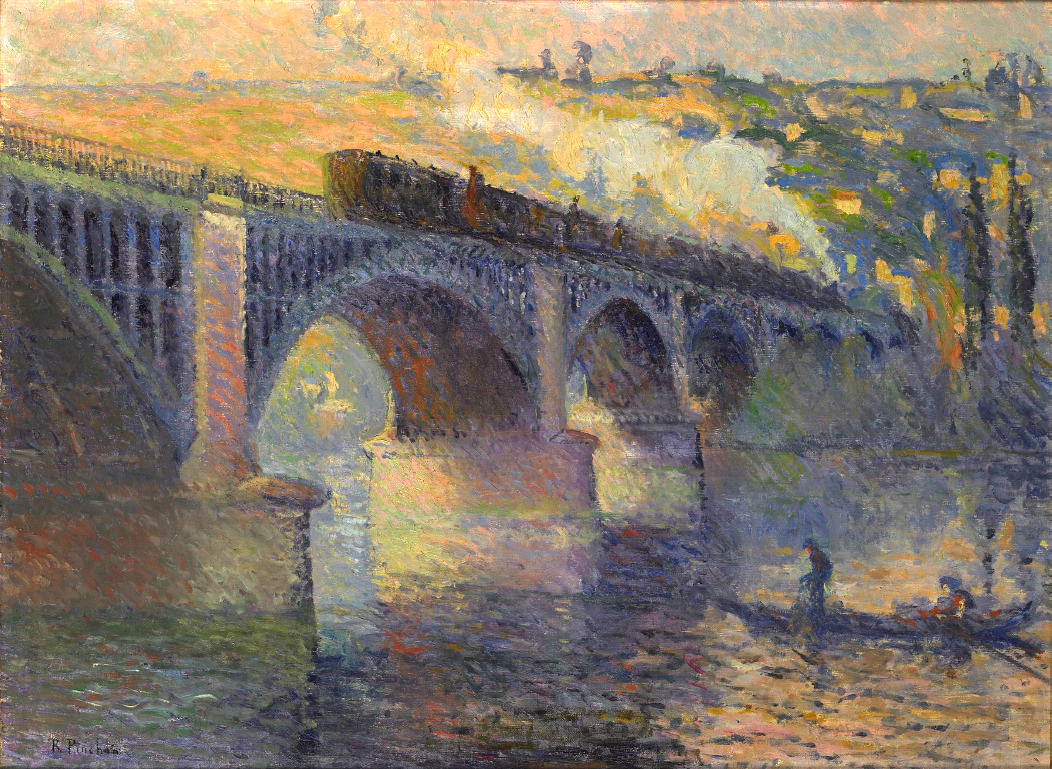
Robert Antoine Pinchon, Le Pont aux Anglais, soleil couchant (1905), musée des Beaux-Arts de Rouen.

## Peintres de l'École de Rouen
- Charles Angrand
- Édouard de Bergevin
- Léonard Bordes
- Georges Bradberry
- Jean-Charles Contel
- Marcel Couchaux
- Joseph Delattre
- Marcel Delaunay
- Gaston Duhamel
- Pierre Dumont
- Alfred Dunet
- Charles Frechon
- Michel Frechon
- Narcisse Guilbert
- Narcisse Hénocque
- Pierre Hodé
- Magdeleine Hue
- Franck Innocent
- Albert Lebourg
- Raimond Lecourt
- Léon-Jules Lemaître
- Pierre Le Trividic
- Gaston Loir
- Maurice Louvrier
- Hippolyte Madelaine
- Albert Malet
- Paul Mascart
- Georges Mirianon
- Robert Antoine Pinchon
- Gaston de la Querrière
- Raymond Quibel
- René Sautin
- Adrien Segers
- Léon Suzanne
- Jean Thieulin
- Eugène Tirvert
- Maurice Vaumousse
- Henri Vignet